# كيفن جيسي
كيفن جيسي هو لاعب كرة قدم سويسري في مركز الهجوم، ولد في 10 سبتمبر 1992 في جنيف في سويسرا. لعب مع أرسنال ساراندي ونادي ألكويانو ونادي بادالونا ونادي سان أندرو ونادي سيرفيت.

## وصلات خارجية
- كيفن جيسي على موقع الاتحاد الأوربي (الإنجليزية)
- كيفن جيسي على موقع قاعدة بيانات كرة القدم.إي يو (الإنجليزية)
- كيفن جيسي على موقع Soccerway.com (الإنجليزية)